# Balmain (Trinidad y Tobago)
Balmain es una localidad de Trinidad y Tobago, que forma parte de la región de Couva-Tabaquite-Talparo.

## Geografía
La localidad abarca parte de la isla Trinidad y limita al norte con Couva Central y Freeport, al sur con Basta Hall, al este con Spring Village North y Coal Mine y al oeste con Couva Central y Basta Hall.

## Demografía
Datos demográficos de la localidad de Balmain:
| Gráfica de evolución demográfica de Balmain entre 2000 y 2011 |
|                                                               |